# Kim Kang-hoon
Kim Kang-hoon (en hangul, 김강훈; nacido el 7 de junio de 2009) es un actor infantil de Corea del Sur.

## Carrera
Es conocido por sus papeles en los dramas televisivos Pride and Prejudice (2014), Criminal Minds (2017), Mr. Sunshine (2018) y Cuando la camelia florece (2019).

## Filmografía

### Televisión
| Año                | Título                                              | Papel                            | Cadena       | Ref.        |
| ------------------ | --------------------------------------------------- | -------------------------------- | ------------ | ----------- |
| 2014               | Pride and Prejudice                                 | Kim Chan                         | MBC          |             |
| 2015               | Pride and Prejudice                                 | Kim Chan                         | MBC          |             |
| 2016               | Por favor regresa, señor                            | Young-chan                       | SBS          |             |
| 2016               | Listen to Love                                      | Do Joon-soo                      | JTBC         |             |
| 2017               | Good Manager                                        | Kim Sung-ryong (joven)           | KBS2         |             |
| 2017               | Bad Thief, Good Thief                               | Jang Dol-mok (joven)             | MBC          |             |
| 2017               | Criminal Minds                                      | Kang Han-byul                    | tvN          |             |
| 2017               | Oh, the Mysterious                                  | Kim Jong-sam (niño)              | SBS          |             |
| 2018               | Oh, the Mysterious                                  | Kim Jong-sam (niño)              | SBS          |             |
| Mr. Sunshine       | Choi Yoo-jin (niño)                                 | tvN                              | [ 2 ]        |             |
| Children of Nobody | Han Si-wan                                          | MBC                              |              |             |
| 2019               | Clean with Passion for Now                          | Ye-joon                          | JTBC         |             |
| 2019               | El amor es un capítulo aparte                       | Cha Eun-ho (joven)               | tvN          |             |
| 2019               | Hotel del Luna                                      | Goo Chan-sung (joven)            | tvN          |             |
| 2019               | Cuando la camelia florece                           | Kang Pil-goo                     | KBS2         |             |
| 2019               | My Country                                          | Nam Sun-ho (joven)               | JTBC         |             |
| 2020               | The Game: Towards Zero                              | Goo Do-kyung/Jo Hyun-woo (joven) | MBC          |             |
| 2020               | Kingdom (segunda temporada)                         | Yi Yeom                          | Netflix      |             |
| 2020               | 18 Again                                            | Seo Ji-ho (joven)                | JTBC         |             |
| 2020               | Start-Up                                            | Nam Do-san (joven)               | tvN          | [ 3 ]       |
| 2021               | Mr. Queen                                           | Cheoljong de Joseon (joven)      | tvN          |             |
| 2021               | Mouse                                               | Jeong Ba-reum                    | tvN          | [ 4 ] [ 5 ] |
| 2021               | Racket Boys                                         | Lee Yong-tae                     | SBS, Netflix |             |
| 2022               | Dr. Park's Clinic (Internal Medicine Director Park) | Park Dong-goo                    | TVING        | ep. 1       |
| 2022               | The Youngest Son of a Chaebol Family                |                                  | JTBC         |             |
| 2023-24            | El juego de la muerte                               | Kwon Hyeok-su                    | TVING        | [ 7 ]       |
| Próx.              | Adiós, Tierra                                       |                                  | Netflix      | [ 8 ]       |

### Películas
| Año  | Título                            | Papel                | Notas                    | Ref.          |
| ---- | --------------------------------- | -------------------- | ------------------------ | ------------- |
| 2017 | Because I Love You                | Park Jung-min        |                          |               |
| 2017 | Sueño lúcido                      | Choi Min-woo         |                          |               |
| 2018 | Cheese in the Trap                | Yoo-jung (joven)     |                          |               |
| 2019 | Exit                              | Ji-ho                |                          |               |
| 2019 | Metamorphosis                     | Woo-jong             |                          |               |
| 2019 | Black Money                       | Hijo de Bae Dong-ji  | Cameo                    |               |
| 2021 | Recalled                          |                      |                          | [ 9 ]         |
| 2021 | Miracle: Letters to the President | Joon-kyeong de niño  |                          |               |
| 2022 | Project Wolf Hunting              | Hijo de Lee Do-il    |                          | [ 10 ] [ 11 ] |
| 2025 | The Match                         | Lee Chang-ho de niño | Rodada entre 2020 y 2021 | [ 12 ] [ 13 ] |

### Espectáculos de variedades
| Año   | Título                                    | Cadena                        | Papel       | Ref.                            |
| ----- | ----------------------------------------- | ----------------------------- | ----------- | ------------------------------- |
| 2021- | How A Family Is Made (We Became a Family) | MBC / Discovery Channel Korea | Miembro     | [ 14 ] [ 15 ]                   |
| 2020  | King of Mask Singer                       | MBC                           | Concursante | como "Report Card A+" (ep. 253) |

## Premios y nominaciones
| Año  | Premio                    | Categoría                                 | Obra                      | Resultado | Ref.   |
| ---- | ------------------------- | ----------------------------------------- | ------------------------- | --------- | ------ |
| 2019 | KBS Drama Awards          | Mejor actor joven                         | Cuando la camelia florece | Ganador   | [ 17 ] |
| 2019 | KBS Drama Awards          | Premio a la mejor dupla (con Kim Ji-seok) | Cuando la camelia florece | Nominado  |        |
| 2020 | 56.° Baeksang Arts Awards | Mejor actor nuevo de televisión           | Cuando la camelia florece | Nominado  | [ 18 ] |